# Pueblo kumam
El pueblo kumam (también llamado kunan) habita en Uganda, al noreste del lago Kyoga. Son de origen nilótico occidental y su tradición los vincula a la familia Atekerin. Están emparentados con los pueblos lango,  teso y los karimoyón. Hablan kuman, un dialecto que mezcla el idioma luo con el teso. Lengua clasificada como chari-nil, de la familia nilo-sahariana. Se estima que su formación como pueblo tuvo lugar entre los siglos XVII y XVIII. Otras teorías estiman que son una etnia más tardía, del siglo XIX o XX. El pueblo kumam está integrado por 339.000 personas en Uganda, de las cuales 78% está vinculadas a alguna confesión cristiana.

## Territorio

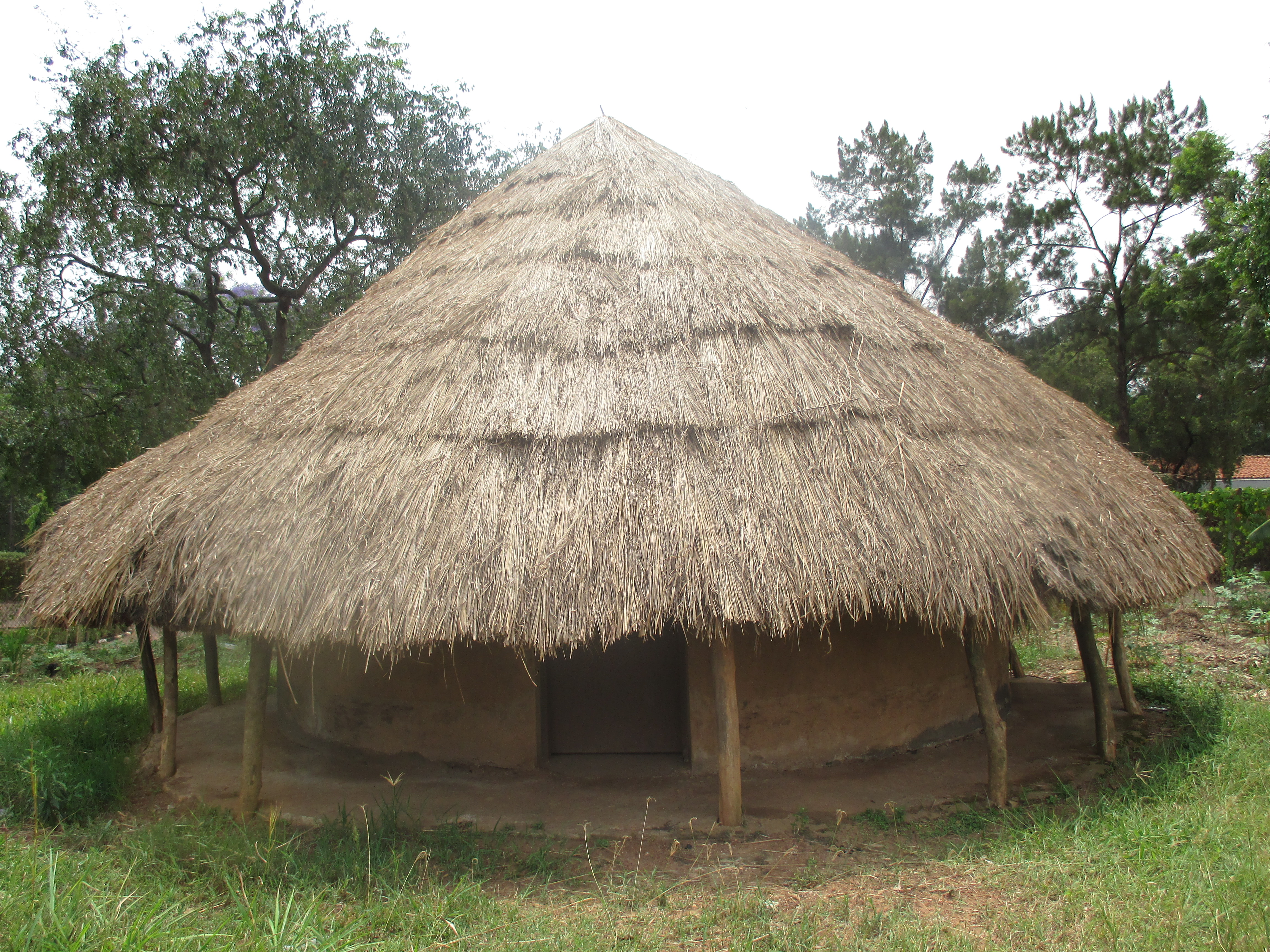
Vivienda tradicional

Viven en las zonas occidentales de Teso y sur de Lango. En Teso, se encuentran en los distritos de Kaberamaido, Soroti y Serere y, en Lango, en el condado de Kiboga. Hoy en día, también se pueden rastrear en otras áreas de Uganda, particularmente en Busoga, Tororo y Buganda.

## Historia
Los kumam llegaron desde el noreste en dirección a Etiopía alrededor del año 1600 d. C. Probablemente eran hablantes de lengua teso y más tarde integraron el luo debido al contacto con ese pueblo en los alrededores del monte Otukei.
Afirman que su antiguo nombre era Leno. Esto se pudo constatar por la existencia en su habla de frases en  idioma luo como yo lango (camino), pale lango (hogar), yat lango (medicina) y varios otros. Tienen características comunes con el teso y los lango con respecto a los rituales de nacimiento, ciertas costumbres sociales y prácticas de caza.
Entre 1780 y 1830 pueblos de Labwor y Bako se unieron al pueblo kunama. Al mismo tiempo, algunos grupos o clanes kumama se integraron a la etnia lango.

## Etimología
Por su parte el pueblo karimoyón usa la misma palabra kumama cuando se refieren a los pueblo teso, langi y kumam. En general, se acepta que Kumam se deriva de la palabra en idioma lango:  Akum, es decir , las personas del antiguo distrito de Teso que incluían teso y algunos lango. Los kumam también se conocen como Ikokolemo. Ikoku es una palabra teso que significa "niño" mientras que elemes una palabra luo que significa “tocado”. Esto puede avalar la teoría de que el pueblo kuman es originario de los atekerin. Estos habrían llegado a territorios de la actual Uganda en el siglo XI  y posiblemente como resultado de matrimonios mixtos entre los pueblos de habla luo y ateker nació el kuman. El hecho de que su lenguaje sea mitad luo y mitad ateker, fue comprobado y tomado como bilingüismo por occidentales en el siglo XVIII. (vol5, 931)

## Sociedad
El pueblo kumam tenía una estructura política poco centralizada. Los jefes de clan se conocían como wegi Atekerin. Otras personas de importancia en la sociedad eran los wegi ikodeta Cel (líderes de los grupos de baile). Estos líderes de clanes eran responsables del mantenimiento de la ley y el orden, así como de la administración general. Arbitraron en asuntos de política y asuntos sociales. Su sistema social tenía elementos de las culturas lango y teso.

### Matrimonio
Originariamente la tradición marcaba los arreglos matrimoniales desde la niñez. La familia de la niña recibiría cuando se consumara el matrimonio, una dote generalmente consistente en ganado. Con el tiempo la elección quedó en manos de los jóvenes aunque tras ciertos rituales socializaban el compromiso. El pago de dote se mantuvo previo al matrimonio.

### Nacimiento
La costumbre relata que una mujer estaba embarazada no debía comer jamás los intestinos de ningún animal. Después de dar a luz se organizaba una fiesta. Si el recién nacido era un niño, se le entregaba una lanza y  si era niño una calabaza, ambos obsequios con la finalidad de defenderlos de los malos augurios. Con la misma finalidad protectora se enterraba una vasija en el piso de la vivienda con el cordón umbilical.

## Muerte
La tradición no vinculaba la muerte de un hombre o una mujer a hechos naturales sino algún tipo de brujería que afectaba al fallecido. El ritual funerario duraba lo necesario para reunir a todos los familiares. Podía durar una seman.
Se practicaba el culto a los ancestros con pequeños santuarios familiares. Por ellos se pasaba en caso de enfermedad o antes de ir de caza o de viaje. También para pedir salud y buena fortuna.

## Economía
El pueblo kumam fue tradicionalmente ganadero. Criaban ganado vacuno, ovino, caprino y pollos. Actualmente lo complementan con actividad agrícola. Sus principales cultivos son kal (mijo), bel (sorgo), kat (papas) que suelen preparar con guisantes y frijoles.. La tierra era propiedad comunal de cada clan. Cualquier miembro del clan tenía pleno derecho a usarlo. Las mujeres y los niños no eran propietarios de tierras. Las mujeres poseían utensilios que incluían agulu (ollas grandes), tabo (ollas pequeñas), itany (platos hechos de arcilla), así como una variedad de cestas y esterillas. Las plantaciones de algodón son otra fuente de recursos importantes.